# Bandyfäste
Bandyfäste är en beteckning på olika orter och regioner där intresset för bandy är och historiskt sett under 1900-talet varit starkt.

## Norge

### Østlandet
I Norge har bandyn varit störst på Østlandet, framför allt i städer som Drammen och Oslo, och SB Drafn från Drammen har vunnit 19 norska mästerskap för herrar mellan 1926 och 1991.

## Ryssland
I Ryssland kan nog nämnas Archangelsk, Chabarovsk och området runt Moskva.

## Sverige
I Sverige finns många regioner och orter där intresset för bandyn är och historiskt sett under 1900-talet varit starkt och där klubbarna skördat framgångar i svenska bandyfinalen.

### Hälsingland och Gästrikland
Hälsingland är kanske det starkaste bandyfästet av dem alla. Här finns fyra elitklubbar, som alltid drar mycket folk till bandyarenorna. Landskapet kännetecknas av mindre samhällen och liten konkurrens från andra idrotter, vilket gör det lättare att få sponsorer. Här går bandytraditionen i arv och gamla bandyspelares barn håller bandyspelandet vid liv. Man kan till detta addera grannlandskapet Gästrikland med storklubben Sandviken AIK, som f.n. leder bandyns maratontabell, samt tidigare storlag som Skutskär och IK Huge. 

#### Klubbar
- Broberg/Söderhamn, 5 SM-Guld
- Edsbyns IF, 13 SM-Guld
- Bollnäs GoIF, 2 SM-Guld
- Ljusdals BK, 1 SM-Guld
- Sandvikens AIK BK, 9 SM-Guld
- Skutskärs IF Bandy, 2 SM-Guld
- IK Huge, 2 SM-Guld

### Västmanland
Västmanland är ett traditionellt bandyfäste, särskilt i kraft av Västerås SK, som med 20 SM-guld är Sveriges mest framgångsrika bandyförening på herrsidan och Sveriges största bandyförening gällande antal bandyspelande flickor/damer. Landskapet kännetecknas av industriorter och brukssamhällen med relativt liten konkurrens från andra idrotter.

#### Klubbar
- Västerås SK, 20 SM-Guld
- Västanfors IF, 1 SM-Guld
- TB Västerås
- Köpings IS

### Småland
I Småland ] en gedigen bandytradition, med många duktiga ledare. Liten konkurrens från övrig idrott. Nässjö är en av de äldsta och mest anrika bandyklubbarna i landet och hade en svit med 40 raka allsvenska säsonger. Även i denna region går bandyn i arv, exempelvis i Vetlanda, där flera av de gamla bandynamnens barn nu spelar i A-laget samt i pojk- och juniorlagen.

#### Klubbar
- Nässjö IF, 1 SM-Guld
- Tranås BoIS
- Vetlanda BK, 3 SM-Guld

### Uppsala
Uppsala är kanske det största av de så kallade bandyfästen som finns i Sverige idag. Det finns idag ett 15-tal lag i Uppsala. Bandyn växte upp som en del av det akademiska livet och mycket riktigt heter Uppsalas bandyarena nummer ett också Studenternas IP. 

#### Klubbar
- IFK Uppsala
- IK Sirius
- IF Vesta
- UNIK BK
- Danmarks IF (spelar numera sina hemmamatcher i Uppsala)

### Västergötland
I Västergötland spelas det bandy i lite större samhällen, med ett oerhört publikintresse och där varje match är som en familjefest. Regionen är dessutom svältfödd på andra idrottsframgångar. Stark tradition gör att bandyn är bygdens stora sport. Dock kan inte Göteborg riktigt räknas in; Gais spelade några år i Elitserien på 2010-talet men saknade stöd i staden där fotbollen är stark.

#### Klubbar
- Gripen Trollhättan BK
- IFK Vänersborg
- Villa Lidköping BK
- Ale/Surte BK

## USA

### Minnesota
- Roseville i delstaten Minnesota i USA är USA:s största bandyfäste sedan bandy på organiserad förbundsnivå började spelats i USA åren kring 1980. Bandy är en ganska liten sport i USA, och mycket sällsynt utanför Minnesota.

### Fotnoter
1. ↑  ”bandy” (på norska). Store norske leksikon. https://snl.no/bandy. Läst 5 mars 2017.